# Punta Sam

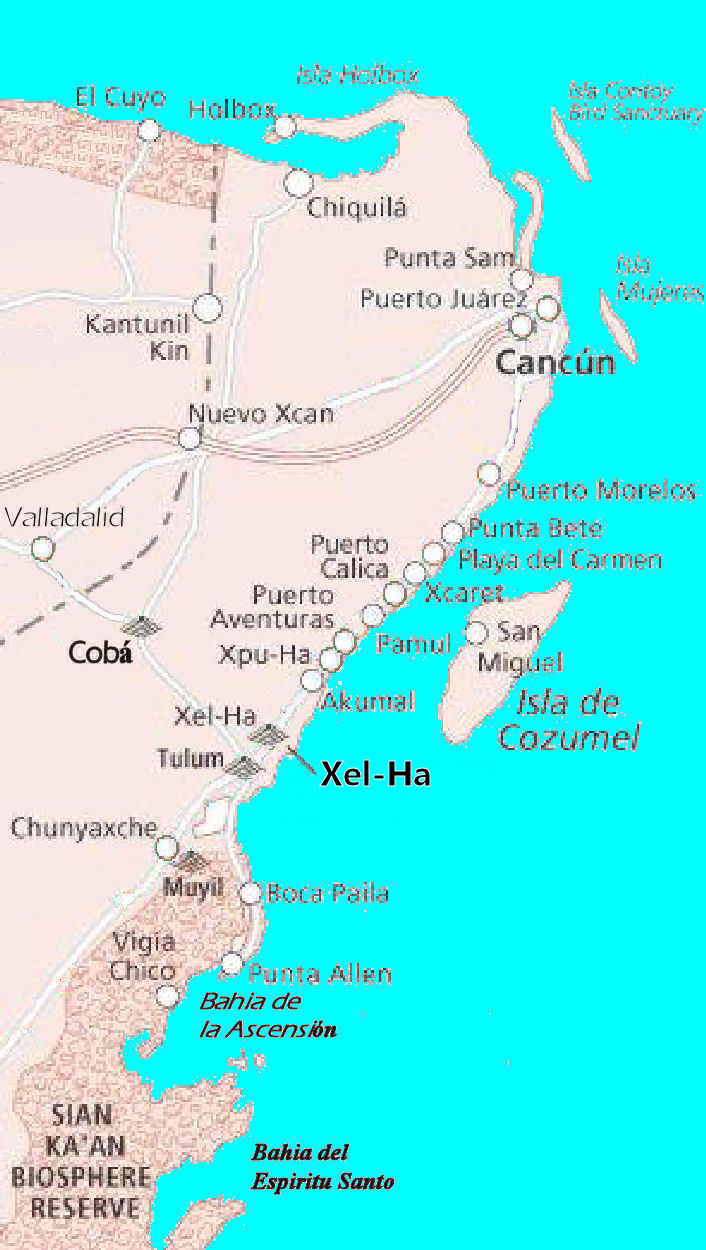
La costa mexicana del mar Caribe: Se muestra la ubicación de Punta Sam.

Punta Sam es una localidad que actualmente se encuentra conurbada con Cancún en el estado de Quintana Roo, México. En la península de Yucatán, punta es un término que se utiliza como sinónimo de cabo; le da nombre a las formaciones que configuran la costa.

## Ubicación
Se localiza 16 km al norte del centro de Cancún. Punta Sam es un destino turístico sobre la costa bañada por el mar del Caribe. La playa se ubica frente a Isla Mujeres hacia el noroeste, mientras que hacia el suroeste se encuentran los yacimientos arqueológicos de El Meco y El Cerrito.
Hay desde la localidad un servicio de transbordador con destino a Isla Mujeres.